# Jim Calder (rugby à XV)
Pour les articles homonymes, voir Jim Calder et Calder.
Pas d'image ? Cliquez ici

a Compétitions nationales et continentales officielles uniquement.

b Matchs officiels uniquement.
Dernière mise à jour le 20 juin 2025.
James « Jim » Hamilton Calder, né le 20 août 1957 à Haddington (Écosse), est un joueur de rugby à XV, membre de l'équipe d'Écosse, évoluant au poste de troisième ligne aile. 

## Biographie
Son frère jumeau Finlay Calder joue aussi avec l'équipe d'Écosse au poste de troisième ligne aile.
Il dispute son premier match international le 17 janvier 1981 contre l'équipe de France. Il dispute le dernier, le 2 mars 1985, contre l'équipe du pays de Galles.
Il dispute un test match avec les Lions britanniques en 1983.

## Palmarès
- Grand Chelem en 1984.

## Statistiques en équipe nationale
- 27 sélections
- Sélections par années : 8 en 1981, 6 en 1982, 5 en 1983, 5 en 1984, 3 en 1985
- Tournois des Cinq Nations disputés: 1981, 1982, 1983, 1984, 1985